# Ар-Хорчин-Ци
Ар-Хорчин-Ци (кит. упр. 阿鲁科尔沁旗, пиньинь Ālǔkē'ěrqìn qí) или сокращённо А-Ци (кит. упр. 阿旗, пиньинь Ā qí) — хошун городского округа Чифэн Автономного района Внутренняя Монголия (КНР).

## История
Предки нынешнего населения этих мест жили между рекой Аргунь и озером Хулун. В XV веке они откочевали на восток, за Большой Хинган, и расселились вдоль реки Нэньцзян; возглавил их потомок в 15-м поколении Джочи-Хасара, и потому они стали известны как «хорчины» («стрелки из лука»). Потом часть хорчинов откочевала в эти места, и стала известна как «ар-хорчины» («ар» в переводе с монгольского означает «севернее», имеется в виду, что они стали кочевать севернее гор).
Когда в первой половине XVII века чахарские монголы покорились маньчжурам, то последние ввели среди монголов свою восьмизнамённую систему, и местные монголы были объединены в два «знамени» (по-монгольски — хошуна), которые вскоре были объединены в один хошун — Ар-Хорчин.
После образования Китайской республики хошун вошёл в состав провинции Жэхэ. В 1933 году провинция была захвачена японцами, которые передали её марионеточному государству Маньчжоу-го. В 1942 году власти Маньчжоу-го перевели эти земли в состав провинции Хинган.
После Второй мировой войны эти места стали ареной противоборства КПК и гоминьдана, а в 1949 году хошун вошёл в состав аймака Джу-Уд (昭乌达盟) Автономного района Внутренняя Монголия. В 1969 году он вместе с аймаком перешёл в состав провинции Ляонин, в 1979 году возвращён в состав Внутренней Монголии. В 1983 году аймак был преобразован в городской округ Чифэн.

## Административное деление
Хошун Ар-Хорчин-Ци делится на 7 посёлков, 3 волости и 4 сомона.

## Экономика
Ар-Хорчин-Ци является крупным районом кочевого животноводства.